# Кануново
Кануново — деревня в Ступинском районе Московской области в составе Городского поселения Жилёво (до 2006 года — входила в Новоселковский сельский округ). На 2016 год в Кануново 2 улицы — Гореевская и Хомяковская. Впервые в исторических документах селение упоминается в 1588 году.

## Население
| 2002 | 2006 | 2010 |
| ---- | ---- | ---- |
| 10   | ↘8   | ↗23  |

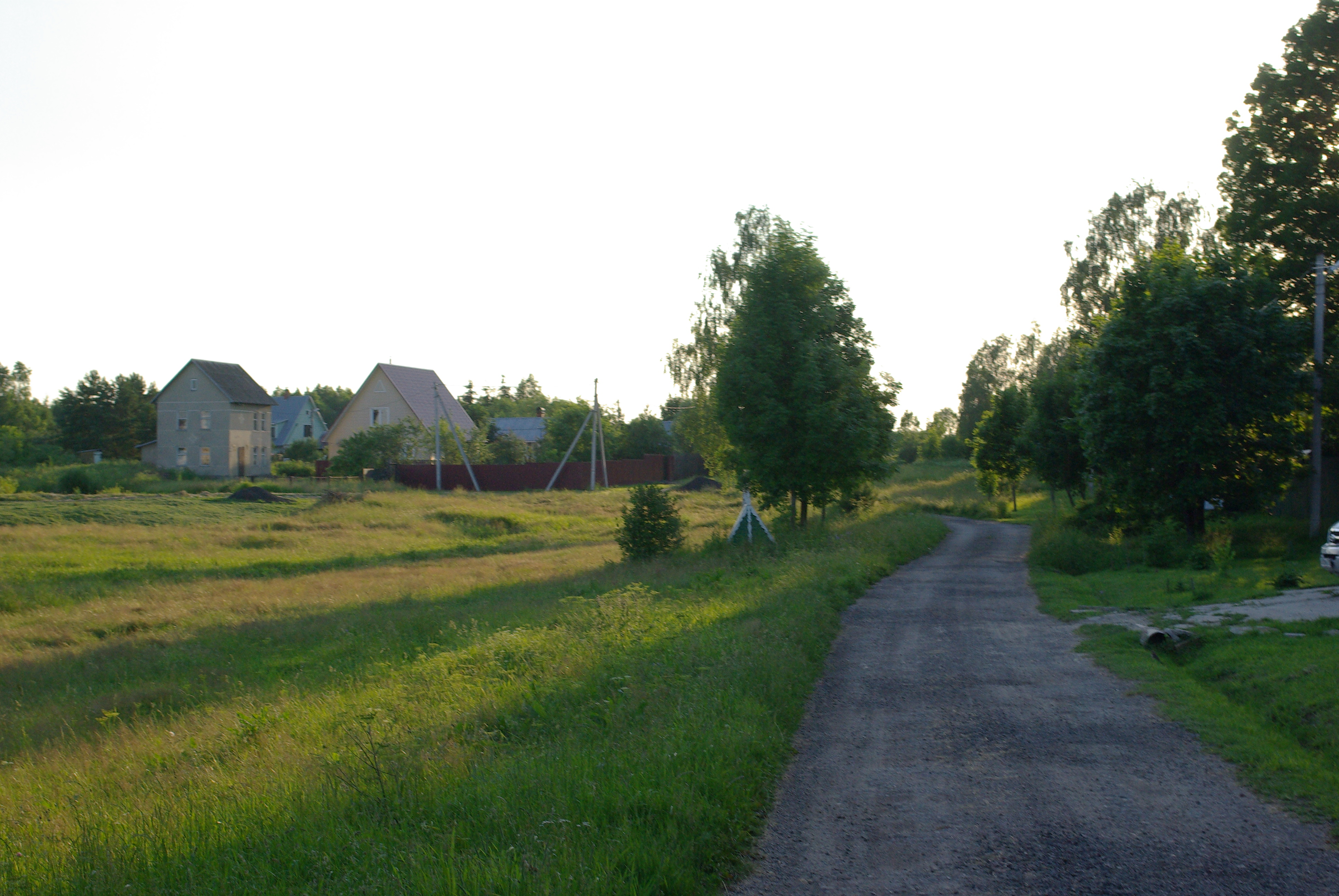

Кануново расположено в центральной части района, на безымянном ручье, правом притоке реки Каширка, высота центра деревни над уровнем моря — 155 м. Ближайшие населённые пункты: Дворяниново — около 0,4 км на запад и Иван-Теремец — примерно в 1 км на север. К деревне ведёт асфальтовая с добавлением вулканического камня дорога. Неподалёку от деревни находится заброшенная психиатрическая больница.